# Hevesy György Műszaki Szakközépiskola
A pécsi Hevesy György Műszaki Szakközépiskola több néven 1962 és 1999 között működött.

## Története
1962-ben létrehozták a Felsőfokú Vegyipari Gépészeti Technikumot (1970-ben a beolvadt az akkor megszülető Pollack Mihály Műszaki Főiskolába), és vele párhuzamosan a középfokon oktató Vegyipari Gépészeti Technikumot egy szakkal, a vegyipari gépésszel, így Pécsett megindult a műszaki szakemberképzés is, dr. Kisbán László igazgató felügyeletével, aki az esztergomi vegyipari technikumból jött ehhez az új iskolához. Az iskola alapításának célja az volt, hogy szakembereket képezzenek a Mecsekben talált urán kinyerésére. Két osztályt indítottak a Rókus utcai épületegyüttes felső épületében, amely a háború előtt és után laktanya volt, a lakatos műhely helyén pl. fogda állt, még istállót is üzemeltettek azon területen. 
1967-ben megindult az általános vegyész technikus képzés is egy osztályban, 1968-tól már kettőben, helyük a kikopó bányaipari technikusok helyén lett, a Vörösmarty utcában. Az intézet ekkor öt párhuzamos osztályt foglalt magában, a tanulók létszáma elérte az ötszázat, ebből kb. kettőszáz leány. A név ekkor Vegyipari Gépészeti és Vegyipari Technikum volt, 1971-től az iskola igazgatója Mányó Mihály gépészmérnök és okleveles bányamérnök. Vegyipari volt a Rókus utcában, a Vörösmarty utcában és a Hunyadi úton is, ahol a kollégium és a konyha működött. A Vegyipari Gépészeti és Vegyipari Technikum 1962-től egészen 1993-ig viselte ezt a nevét (az iskolarendszer átalakítása után Vegyipari Gépészeti és Vegyipari Szakközépiskolaként). 1993-ban vette fel Hevesy György Nobel-díjas vegyész nevét, és működött egészen 1999-ig, amikor az iskolabezárások következtében az iskola 37 évnyi működés után bezárta kapuit, szakjait, oktatóit szétosztották a város más szakközépiskolái között, iskolaépületeit átvette a Pécsi Tudományegyetem.

### Vörösmarty utcai épület
1970-ben megkezdődött a mai napig is folyamatosan tartó oktatási reform, a jól funkcionáló technikumokból szakközépiskolák lettek, technikumi képzés 4+1-es rendszerré alakult át, csak érettségi után lehetett technikusi oklevelet szerezni.
Az iskola létszáma a levelezőkkel együtt megközelítette a nyolcszázat. Ekkor volt gépész, vegyész, villamos ipari, bányaipari, bányaipari gépész, geológus és földmérő képzés is.
1978-tól indult az atomerőmű gépészképzés a PAV felkérésre, az első „művészek” 1982-ben végeztek, a többség a Paksi Atomerőmű Vállalathoz került. Mányó Mihály igazgató vissza szerette volna hozni a bányászképzést, hisz Pécs tervei között szerepelt a „LIÁSZ” program, ami végül meghiúsult. A Rókus dombon épült volna fel az új technikum, ahol most a Művészeti Iskola áll. Közben a kudarc ellenére fejlődött az iskola, a Rókus utcában beépült a tetőtér, számítógéptermeket alakítottak ki, vegyipari műveleti, villamos és kémiai laborok jöttek létre. Az atomerőmű új iskolát épített Pakson, így megszűnt az atomos képzés, helyette átkerült a Babits Mihály Gimnázium és Szakközépiskolából a földmérő oktatás, tanárokkal, diákokkal együtt, így az iskola létszáma meghaladta a nyolcszázat.

### Rókus utcai épület
1990-ben Mányó Mihály nyugdíjba vonult, és Ronczyk Tibor lett az utódja. Új szakokat kerestek, pl. automatizálási, számítástechnika, melyek hamar beindultak. Az egyik vegyész osztályból környezetvédelmi osztály lett, váltó rendszerrel. Ebben az időben jó volt a jelentkezési arány. 1993-ban el kellett hagyni a Hunyadi út 9-et, a kollégium épületét, visszakapta az egyház a volt zeneiskolát, így a Vegygép cserébe megkapta a Puskin téri 400 fős, volt katonai kollégiumot. Ebben az évben nevet választott a tanári kar, Jégl Valéria tanárnő javaslatára, Hevesy György Nobel-díjas vegyész nevét vette fel, aki felfedezte a hafniumot és radioaktív nyomjelzést az emberi szervezetben, ezért kapott Nobel-díjat 1945-ben, közvetlenül a háború után. A névadó ünnepségen megjelent Marx György akadémikus, az ELTE Atomfizikai Tanszékének akkori vezetője, az ünnepség az Uránia Filmszínházban volt.

### Puskin téri kollégium
A Puskin téri kollégiumot felújították, sportpályák épültek. Az iskola jól teljesített, sokan támogatták, a kollégium még bevételt is hozott. Azonban másoknak is megtetszett a felújított Kollégium, ahol híressé váltak a nívós „Hevesy” diszkók. A kollégiumot elvette a Pécsi Önkormányzat, ezzel kezdődött el az iskola hanyatlása. 

### Végjáték
A Puskin téri kollégium elvétele után 1999. március 19-én kimondta a pécsi közgyűlés az iskola jogutóddal történő megszüntetését, a tanári kar, szülők, diákok, öregdiákok tiltakozó tüntetése ellenére is.
A gépész és automatizálási szak, a tanáraik és tanulóik a Zipernowsky Károly Szakközépiskolába kerültek, a vegyészek, a környezetvédők és a földmérők a Pollack Mihály Szakközépiskolába. 1999 júniusában záróbulit tartott a Hevesy György Műszaki Szakközépiskola a Rókus utcai virágzó gesztenyefák alatt. Az épületet meghagyták, a laborokat átépítették, a berendezések egy része a szemétdombon végezte. A Rókus utcai épülettömb jelenleg[mikor?] a Pécsi Tudományegyetem Gyógyszerésztudományi Karának ad otthont, míg a Vörösmarty utcai épületbe a PTE Egészségtudományi Kara költözött be. A Puskin téri volt „Hevesys” Kollégium 2019 decemberében Pécs MJV Polgármesteri Hivatala Vagyongazdálkodási Csoportja által árverezés alatt áll.